# دانييل الفاريز
دانييل الفاريز (بالإنجليزية: Daniel Alvarez)‏ (18 يناير 1978 بفاييتفيل في الولايات المتحدة - ) هو مدرب كرة قدم ولاعب كرة قدم أمريكي في مركز الوسط. لعب مع نيويورك ريد بولز وفيرجينيا بيتش مارينرز وتشارلستون بيتري وVirginia Beach Piranhas ‏ وCincinnati Riverhawks ‏ وأتلانتا سيلفرباكس.